# Гасюк Олена Онуфріївна
Гасюк Олена Онуфріївна (20 жовтня 1921, Дихтинець Путильського р-ну. Чернівецької обл. — 5 квітня 2017) ― член НСМ НМУ (1991), Заслужений майстер народної творчості УРСР (1985). Авторка альбому буковинських вишивок й посібника «Художнє вишивання».

## Біографія
Навчалась у Вижницькому училищі, після закінчення (1952), залишилась працювати очоливши кафедру художньої вишивки (до 1975). Учасниця виставок в Україні: м. Коломия (1983), м. Чернівці (1988); та за кордоном: м. Брюссель (Бельгія), м. Сучава (Румунія), Німеччина, Росія.
Померла 05.04.2017 у віці 96 років.